# Zuidwesten van de Verenigde Staten

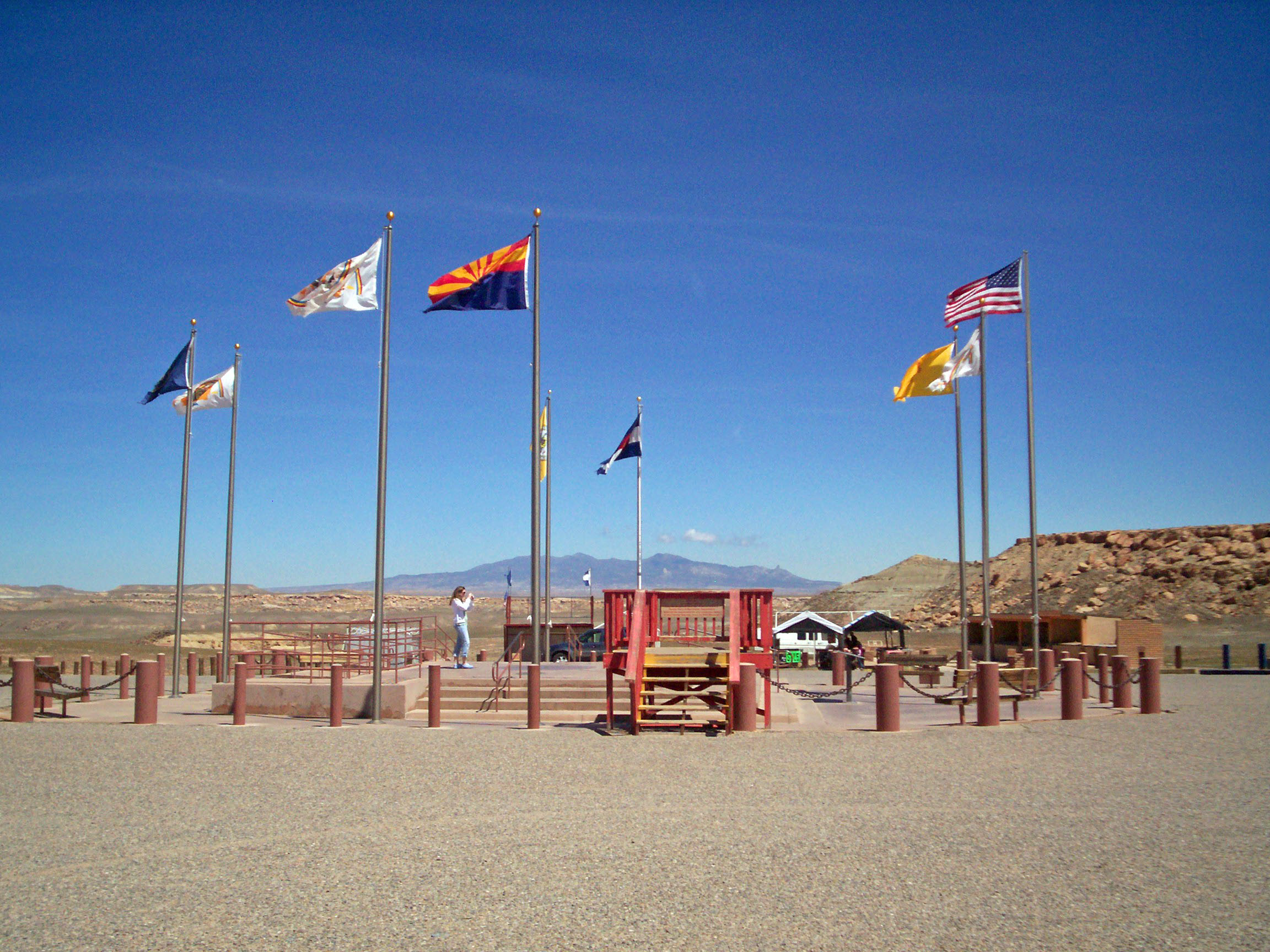
Het Four Corners-monument - het vierstatenpunt tussen Arizona, Utah, Colorado en New Mexico - wordt gezien als het hart van het Zuidwesten.

Het Zuidwesten van de Verenigde Staten (Engels: Southwestern United States, American Southwest of simpelweg the Southwest) is een regio van de Verenigde Staten. De enge definitie omvat de staten Arizona, Colorado, New Mexico en Utah. Verder is het redelijk gebruikelijk om ook Nevada of zelfs Californië (of enkel Zuid-Californië) tot het zuidwesten te rekenen. De breedste omschrijven omvatten soms zelfs Oklahoma en Texas. De kern van het Zuidwesten wordt meestal ook tot de Mountain States gerekend.